# Fonte del Castagno

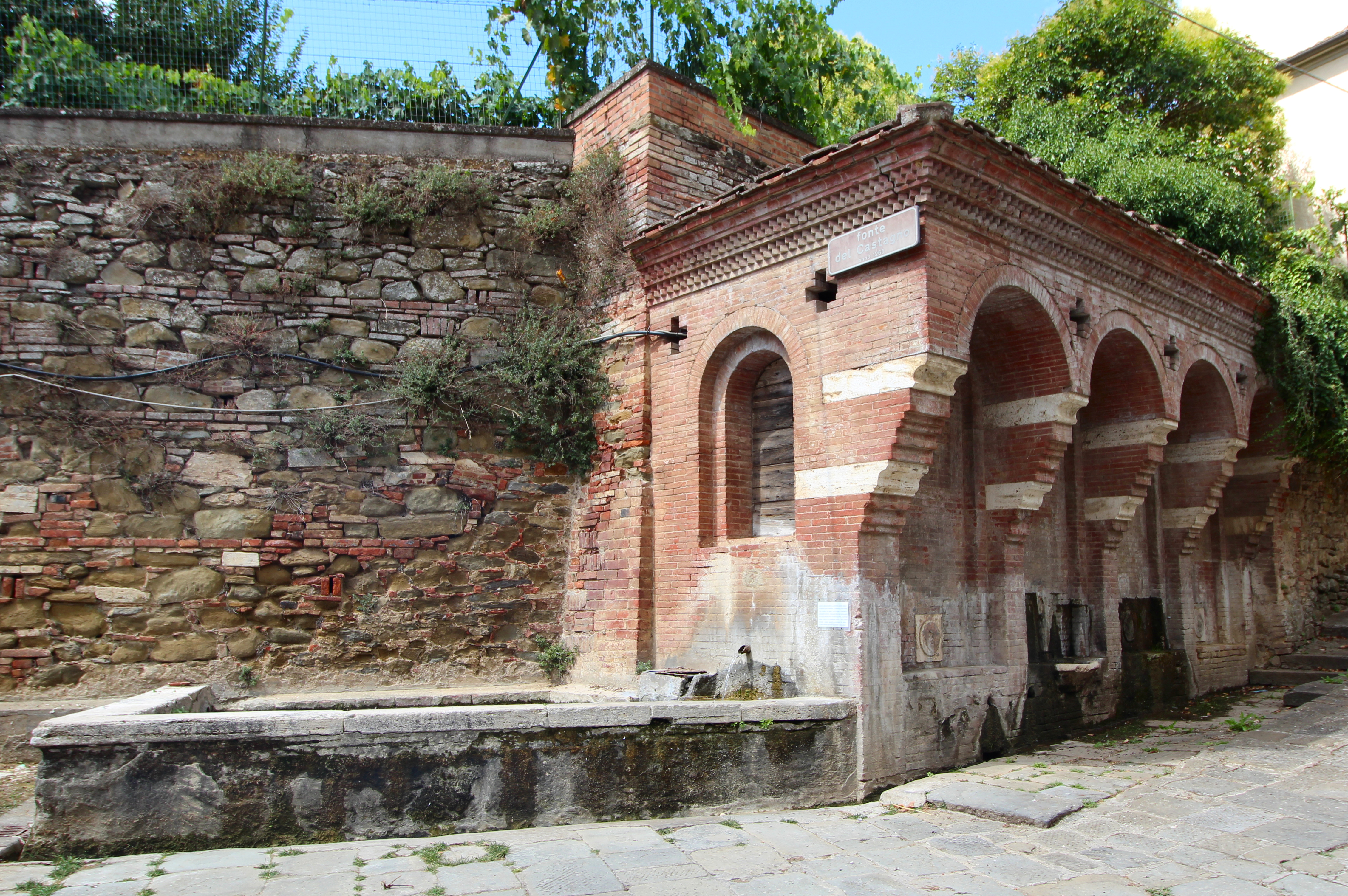
Veduta laterale

La fonte del Castagno è una fontana di Sinalunga in provincia di Siena.

## Storia
È la più antica tra le fonti che si trovano nel centro di Sinalunga. Un'iscrizione in corrispondenza del monumento attesta la sua origine nel 1265, ma alla fine del XIX secolo è stato completamente restaurata. Questa fonte fu causa di sconfitta per il paese agli inizi del XIV secolo, poiché la sua importanza in materia di approvvigionamento idrico per la popolazione del paese contrastava con la sua ubicazione esterna alle mura difensive, diventando così facile bersaglio per i nemici.
La fonte è composta da alcuni augelli per l'approvvigionamento idrico e da un lavatoio/abbeveratoio dove convergono le acque.